# Милица Томашевић
Милица Томашевић (Суво Грло, 22. фебруар 1992) српска је глумица и ТВ водитељка.

## Биографија
Милица Томашевић је одрастала и похађала основну школу у Зубином Потоку. Као тринаестогодишњакиња сама се одселила у Београд, где је живела у Дому за средњошколце Јелица Миловановић и завршила Седму београдску гимназију. Након тога је упоредо студирала Економски факултет у Косовској Митровици и Факултет уметности у Звечану (одсек глума, класа професора Божидара Димитријевића и Александра Ђинђића). На оба факултета је и дипломирала.
Пoчетком јуна 2011. изабрана је за Мис Косова и Метохије за ту годину. Већ наредног месеца учествовала је и на избору за Мис Србије 2011, на ком је такође освојила једну од титула.
Била је један од водитеља шоу програма Луда народна ноћ, који се премијерно приказивао од 11. октобра до 20. децембра 2019. на Првом програму Радио-телевизије Србије.

### Приватни живот
Њена млађа сестра је модел Анђелка Томашевић.
Милица Томашевић је била у вези са Виктором Живојиновићем, најмлађим сином Лепе Брене и Слободана Бобе Живојиновића.

## Улоге

### Позоришне представе
| Наслов           | Улога        | Редитељ            | Позориште            | Премијера         |
| ---------------- | ------------ | ------------------ | -------------------- | ----------------- |
| Ваљевска болница | Милена Катић | Славенко Салетовић | Крушевачко позориште | 14. октобар 2015. |

### Филмографија
| Год.       | Назив                       | Улога                | Напомена                |
| ---------- | --------------------------- | -------------------- | ----------------------- |
| 2010-е     |                             |                      |                         |
| 2014.      | Класићи                     | Милица               | кратки филм             |
| 2017—2018. | Комшије                     | Драгослава Бешић     | ТВ серија, 21 еп.       |
| 2018—2020. | Војна академија             | Маруша Павловић Мара | ТВ серија, 16 еп.       |
| 2019.      | Екипа                       | —                    |                         |
| 2019—2020. | Сенке над Балканом          | Савка                | ТВ серија, 7 еп.        |
| 2019—2021. | Жигосани у рекету           | Љиља                 | ТВ серија, 23 еп.       |
| 2020-е     |                             |                      |                         |
| 2020—2023. | Игра судбине                | Нада Галић           | ТВ серија, главна улога |
| 2021.      | Јованка Броз и тајне службе | млада Јованка Броз   |                         |
| 2021—2024. | Дрим тим                    | Даница Илић          | ТВ серија, 22 еп.       |
| 2022.      | Радио Милева                | Лола                 | ТВ серија, 1 еп.        |
| 2022.      | Вера                        | Анкица               |                         |
| 2023.      | Вера                        | Анкица               | ТВ серија, 4 еп.        |
| 2023—2024. | Тома                        | Бранка               | ТВ серија, 3 еп.        |
| 2024.      | Крунска 11                  | Лола                 | ТВ серија, главна улога |

### Спотови
- Да се лоше избрисати може — Саша Лазаревић Кудра (2022)[14]
- Запевај ми Томину — Ненад Милевски (2023)[15]